# Psychotria ampla
Psychotria ampla är en måreväxtart som beskrevs av Johannes Müller Argoviensis. Psychotria ampla ingår i släktet Psychotria och familjen måreväxter. Inga underarter finns listade i Catalogue of Life.